# Torellland
Torellland (Noors: Torell Land) is een landstreek op het eiland Spitsbergen, dat deel uitmaakt van de Noorse eilandengroep Spitsbergen. Het schiereiland ligt in het uiterste zuiden van het eiland op Sørkapp Land na dat nog zuidelijker ligt.
Het schiereiland wordt aan de oostzijde begrensd door de Barentszzee, in het zuiden vormen de twee gletsjers Hornbreen en Hambergbreen de grens met Sørkapp Land, in het zuidwesten ligt het fjord Hornsund, in het westen vormen de gletsjers Mühlbacherbreen, Nornebreen, Zawadzkibreen de grens, ten noordwesten het fjord Van Keulenfjorden en ten noorden vormen de gletsjers Doktorbreen, Barlaupfonna en Strongbreen de grens, eindigend in de baai Kvalvågen.
Ten zuiden ligt Sørkappland, ten westen Wedel Jarlsbergland, ten noordwesten Nathorstland en ten noorden Heerland.
Het schiereiland ligt in het Nationaal park Zuid-Spitsbergen.
Het schiereiland is vernoemd naar professor Otto Martin Torell (1828-1900).